# Monte Pulag
O monte Pulag (ou monte Pulog) é a terceira montanha mais alta das Filipinas, depois do monte Apo e do monte Dulang-dulang. É o pico mais alto da ilha de Luzon com 2922 m de altitude, e a 106.ª mais proeminente montanha do mundo. Os limites entre as províncias de Benguet, Ifugao e Nueva Vizcaya encontram-se no pico desta montanha.
Devido à sua grande altitude, o clima no monte Pulag é temperado com chuvas durante todo o ano (4489 mm por ano, sendo agosto o mês mais húmido com precipitação média de 1135 mm). Nos últimos 100 anos não se registou neve no topo.
A montanha é habitat de centenas de espécies de plantas, e muito florestada.